# Rodrigo Valencia
Rodrigo Valencia (Guadalajara de Buga, 11 gennaio 1940 – Santiago de Cali, 15 aprile 2009) è stato un organista, clavicembalista e direttore di coro colombiano.

## Biografia
Iniziò gli studi musicali nella città natale, seguendo i corsi di Carmen Vicarìa, per poi frequentare il conservatorio “Antonio Maria Valencia” a Cali, studiando con Santiago Velasco Llanos, Luis Carlos Espinosa, e con Wolfgang Schneider per la musica da camera. Passato al Conservatorio Nazionale di Bogotà, frequentò le classi di pianoforte e musicologia di Andrés Pardo Tovar, e di contrappunto di Fabio Gonzales Zuleta. Roberto Pineda Duque lo introdusse allo studio dell’organo e della composizione, per poi indirizzarlo all’École Normale de Musique de Paris, dove studiò direzione d’orchestra con Bruno Amaduzzi, Eugène Bigot e Pierre Dervaux. Diplomatosi nel 1962 e perfezionatosi in direzione d’orchestra con Sergiu Celibidache all’Accademia Musicale Chigiana a Siena, nel 1964 si trasferì a Firenze, completando gli studi al Conservatorio Luigi Cherubini nella classe di organo di Alessandro Esposito e in quella di clavicembalo di Maria Pernafelli.

## Carriera
Valencia debuttò a Roma il 4 aprile 1970, suonando l'organo Mascioni della Basilica del Sacro Cuore Immacolato di Maria. Negli anni seguenti ha eseguito numerosi concerti per organo nelle principali Cattedrali, Basiliche e sale da concerto più prestigiose in Europa tra le quali il Mozarteum di Salisburgo e la Cattedrale di Notre Dame di Parigi.  Si è esibito in vari Festival Internazionali in Italia, Danimarca, Polonia, Cecoslovacchia , Malta , Sud America (Colombia , Argentina , Uruguay).. 
Nel 1974 fondò a Firenze il coro De Victoria, che diresse per ventisette anni; e con il quale iniziò una vera e propria campagna di divulgazione della musica colta e popolare di autori latinoamericani dal primo Cinquecento al Novecento, come Juan de Araújo, Emilio Murillo e Hernando Franco esibendosi in tutta Europa. 
Nel 1976 è stato il primo organista sudamericano invitato ufficialmente nell’allora Unione Sovietica, e fino al 1982 ha eseguito concerti a Mosca, San Pietroburgo , Kiev e Odessa.
Nel 1977 ha inaugurato il restaurato organo della Cattedrale di Cali. Nel 1985 e 1989 fu direttore e coordinatore musicale del Festival Internazionale di Organo nella Cattedrale di San Pedro a Cali per poi tenere concerti in Argentina a Buenos Aires e in Uruguay a Montevideo. Negli anni ‘80 tornato in Italia, è stato organista titolare alla Basilica di San Miniato al Monte e alla Chiesa evangelica luterana.
Nel 1994 vennero pubblicati tre album con il Coro De Victoria da lui diretto, dedicati a composizioni corali sudamericane.
Valencia è stato uno specialista e pioniere del repertorio organistico di autori ispanici, presentando nei suoi concerti, oltre ai classici, opere in anteprima mondiale per organo di compositori contemporanei Colombiani come Antonio Maria Valencia, Lucas Estrada, Luis Carlos Figueroa, Roberto Pineda Duque, German Borda, Santiago Vlasco Llanos, Alvaro Ramirez Sierra, alcune delle quali gli sono state dedicate. Ha inoltre approfondito lo studio di autori meno eseguiti come Charles Ives, Maddalena Casulana, Antonio Gaetano Pampani e Luigi Palmerini.

## Riconoscimenti
- Il 15 gennaio 1972 è stato insignito della medaglia al Mérito Cìvico della città di Buga (Colombia).
- Il 29 novembre 1972 il Senato della Colombia ha riconosciuto con apposito documento i meriti artistici di Valencia, ambasciatore della cultura colombiana nel mondo.
- Nel 2008 gli è stato conferito il fiorino d’oro della città di Firenze. Ricordando tale circostanza durante la commemorazione organizzata in Palazzo Vecchio il 1º febbraio 2014 Eugenio Giani ebbe fra l’altro a dichiarare: “Valencia è stato uno degli uomini di cultura più fortemente rappresentativi della comunità internazionale che abbiano vissuto a Firenze negli ultimi anni.”[6]
- Un documentario dedicato alla sua vita, curato dalla Universidad National de Colombia Medellin, è intitolato Rosa Ventorum, un organista colombiano en las catedrales del mundo.[7][8]